# Rosamund (Jean Ingelow)

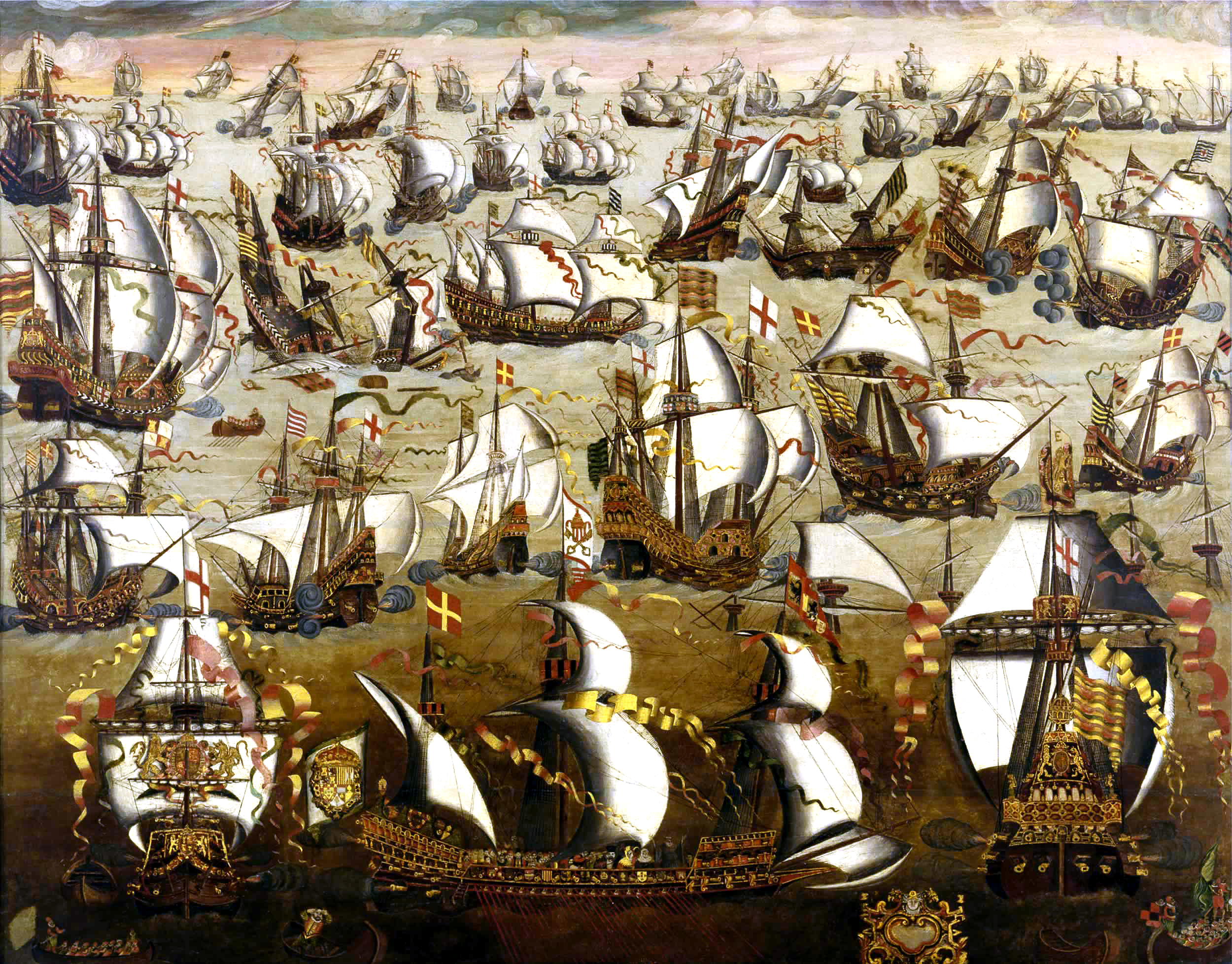
Hiszpańska "Niezwyciężona Armada" w 1588

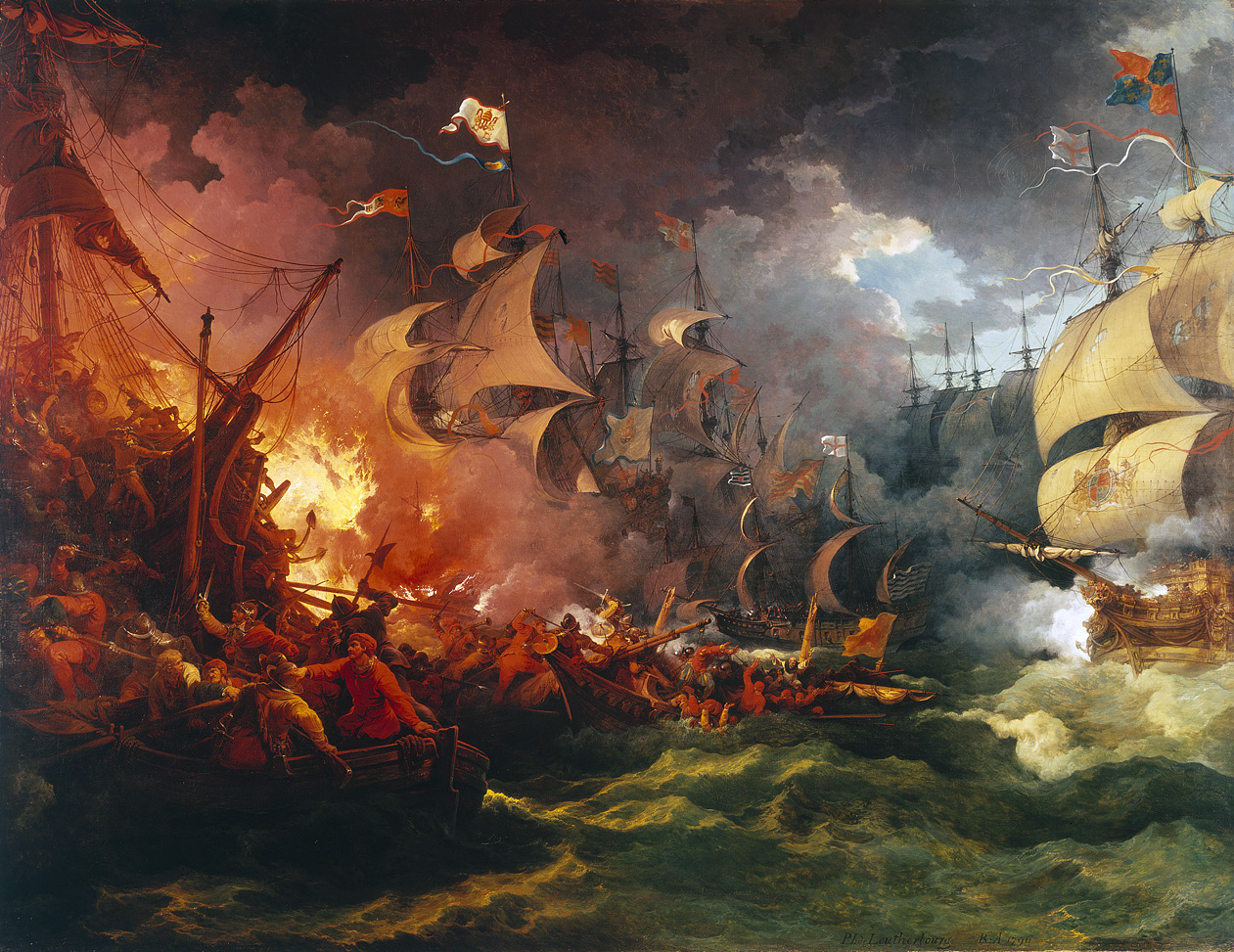
Philip James de Loutherbourg, Zwycięstwo nad "Wielką Armadą"

Rosamund – poemat dziewiętnastowiecznej angielskiej poetki Jean Ingelow. Został on opublikowany w trzeciej serii jej poezji w 1885. Utwór jest napisany wierszem białym (blank verse), czyli nierymowanym pięciostopowcem jambicznym, metrum typowym dla największej angielskiej epiki wierszowanej. Akcja jest osadzona w czasach ataku Wielkiej Armady na Anglię w końcu XVI wieku.

That was afar. The land and nearer sea
Lay sweltering in hot sunshine. The brown beach
Scarce whispered, for a soft incoming tide
Was gentle with it. Green the water lapped
And sparkled at all edges. The night-heavens
Are not more thickly speckled o'er with stars
Than that fair harbour with its fishing craft.
And crowds of galleys shooting to and fro
Did feed the ships of war with their stout crews,
And bear aboard fresh water, furniture
Of war, much lesser victual, sallets, fruit,
All manner equipment for the squadron, sails,
Long spars.